# Катастрофа Ту-104 под Триполи
Катастрофа Ту-104 под Триполи — авиационная катастрофа, произошедшая в понедельник 1 июня 1970 года близ Триполи (Ливия) с Ту-104А Чехословацких авиалиний, при этом погибли 13 человек.

## Самолёт
Ту-104А с заводским номером 96601803 и серийным 18-03 был выпущен заводом № 166 (Омск) в 1959 году. Лайнер был продан чехословацкой авиакомпании Československé aerolinie, a.s., где получил регистрационный номер OK-NDD и имя Plzen, а с 7 января 1960 года начал эксплуатироваться.

## Катастрофа
Самолёт выполнял рейс из Праги (Чехословакия) в Триполи (Ливия), а на его борту находились 10 членов экипажа и 3 пассажира. В Триполи уже была ночь, к тому же заход на посадку на полосу 18 выполнялся в условиях тумана, что сильно ограничивало видимость. При первых двух попытках экипаж прерывал заход и уходил на повторный круг. Но во время третьего захода на посадку в 03:12 лайнер врезался в землю в 5,5 километрах от полосы и полностью разрушился. Все 13 человек на борту при этом погибли.